# چائولاهار
چائولاهار (به لاتین: Chaulahar) یک روستا در بنگلادش است که در استان باریسال و در ناحیه باریسال واقع شده است.